# Valice (district de Rimavská Sobota)
Valice (hongrois : Alsóvály)  est une commune du district de Rimavská Sobota, dans la région de Banská Bystrica, en Slovaquie.

## Histoire
La première mention écrite du village date de 1247.
La localité  de Nižné Valice fut annexée par la Hongrie après le premier arbitrage de Vienne le 2 novembre 1938. Il comptait 301 habitants en 1938 Elle faisait partie du district de Tornaľa (hongrois : Tornaljai járás). Le nom de la localité avant la Seconde Guerre mondiale était Nižnie Valice/Alsó-Vály. Durant la période 1938 -1945, le nom hongrois Alsóvály était d'usage. À la libération, la commune a été réintégrée dans la Tchécoslovaquie reconstituée.

## Démographie

### Évolution de la population
| Année:               | 1994. | 2004.   | 2014.   | 2024.   |
| -------------------- | ----- | ------- | ------- | ------- |
| Nombre de personnes: | 331   | 310     | 322     | 335     |
| Différence:          |       | -6,34 % | +3,87 % | +4,03 % |

| Année:               | 2023. | 2024.   |
| -------------------- | ----- | ------- |
| Nombre de personnes: | 324   | 335     |
| Différence:          |       | +3,39 % |